# 莊雅婷
莊雅婷（英語：Angel Chong Nga Ting，2000年—）是香港政治人物。現任西貢區議會委任議員。曾於招商局能源運輸股份有限公司任職。
2023年香港區議會選舉獲政府委任為西貢區議員。是當屆區議會最年輕區議員。政治聯繫屬民主建港協進聯盟，是青年民建聯副主席。

## 生平
2018年完成國際文憑，大學曾獲英國學校、北京大學同時取錄。後於北京大學政府管理學院、光華管理學院雙學位就讀。在2021年香港立法會選舉，曾協助立法會議員劉國勳助選。此時她響應立法會議員何君堯呼籲，開始參與地區事務，如在2019冠狀病毒病香港疫情期間派送物資、到訪老人院等。
2023年獲政府委任為西貢區議員。
在任區議員期間，曾協助舉行「大灣區咖啡節」，以增強大灣區年輕人交流。出席活動的時任保安局局長鄧炳強表示莊雅婷當年就讀北京大學是「棄暗投明」。

## 爭議
2025年6月24日，莊雅婷報名參選香港小姐，並進入首輪面試。莊表示因為搭建更好溝通平臺、以吸引更多市民了解地區服務而參選。參選隨即起社會廣泛討論。有聲音質疑她參選時由議員助理陪同，會涉及公帑運用於私人事務。
民政及青年事務局局長麥美娟表示對莊參選並不知情，並認為區議員需遵守履職監察制度及履行職務。而其所屬的政黨民建聯主席陳克勤則強調區議員需「履職盡責」。有報道則引述不具名建制派人士認為她拖累建制派聲譽、「野心勃勃」、「行錯棋」。
而時事評論員劉細良則認為莊的參選是為了增加知名度，以便於年底選舉晉身立法會。
6月25日，莊雅婷表示參加選美「非所有人能接受」、「影響市民對區議會的觀感」為由，於個人Instagram宣布退選。麥美娟表示樂見區議員以服務市民為優先。時事評論員吳志森認為其受到壓力退選。

## 外部連結
- 西貢區議會區議員資料 （繁體中文）
- 莊雅婷的Instagram帳戶 （繁體中文）
- 莊雅婷的Facebook專頁 （繁體中文）